# 兵庫女王盃
兵庫女王盃（ひょうごじょおうはい）は、兵庫県競馬組合が園田競馬場ダート1870mで施行されている地方競馬の重賞競走（ダートグレード競走）である。格付けはJpnIII。正式名称は「農林水産大臣賞典 兵庫女王盃」。

## 概要
2022年、地方競馬が主体となってダートグレード競走の競走体系の見直しに取り組むこととなった。古馬牝馬限定戦に於いては、下半期に実施されるJBCレディスクラシックを除き大目標となるレースが存在していなかったことを踏まえ、2024年以降、エンプレス杯が時期変更・負担重量の定量戦への移行し、新たに上半期の牝馬の最大目標に位置づけられた。
同時に、（2023年以前の）エンプレス杯の前哨戦であったTCK女王盃は、地方競馬各地区より目標レースを頂点とした競走体系を整備する目的から、東日本の大井競馬場から西日本の園田競馬場へ移設され、新たに『兵庫女王盃』として実施されることになった。
開催時期は（2024年以降の）エンプレス杯に併せ、4月上旬に設定されるとともに、GRANDAME-JAPANシリーズの対象競走に組み込まれる。
ファンファーレは従来の重賞競走ファンファーレではなく、当レースの創設に合わせて新たに作成されたダートグレード競走専用のオリジナルファンファーレを使用。2024年4月4日、BrassBand H.B.B.による生演奏にて初披露された。

### 条件・賞金等（2025年）
出走資格
サラブレッド系4歳以上牝馬、指定交流
負担重量
別定。
55kgを基本に、本年3月28日までのGI/JpnI競走の1着馬は2kg増、GII/JpnIIおよびGIII/JpnIII競走の1着馬は1kg増（ただし2歳時の成績を除く）となる。
賞金
1着3000万円、2着1200万円、3着750万円、4着450万円、5着300万円。
副賞
農林水産大臣賞、日本中央競馬会理事長賞、日本馬主協会連合会長奨励賞、（一社）日本地方競馬馬主振興協会会長賞、地方競馬全国協会理事長賞、関西スポーツ5社賞、（一社）兵庫県馬主協会会長賞、NAR生産牧場賞、兵庫県競馬組合管理者賞。

## 歴史
- 2024年 - 創設（TCK女王盃の移設だが、第1回となる）。

### 歴代優勝馬
すべて園田競馬場ダートコースで施行。
| 回数  | 施行日       | 距離  | 優勝馬           | 性齢 | 所属 | タイム | 優勝騎手 | 管理調教師 | 馬主                 |
| ----- | ------------ | ----- | ---------------- | ---- | ---- | ------ | -------- | ---------- | -------------------- |
| 第1回 | 2024年4月4日 | 1870m | ライオットガール | 牝4  | JRA  | 2:00.8 | 岩田望来 | 中村直也   | （有）ヒダカファーム |
| 第2回 | 2025年4月3日 | 1870m | テンカジョウ     | 牝4  | JRA  | 2:02.8 | 松山弘平 | 岡田稲男   | 河内孝夫             |

#### 各回競走結果の出典
- 兵庫女王盃　歴代優勝馬 - 地方競馬全国協会
- JBISサーチ
  - 2024年,2025年